# Maceo (Antioquia)
Pour les articles homonymes, voir Maceo.
Maceo est une municipalité située dans le département d'Antioquia, en Colombie.